# タイ族

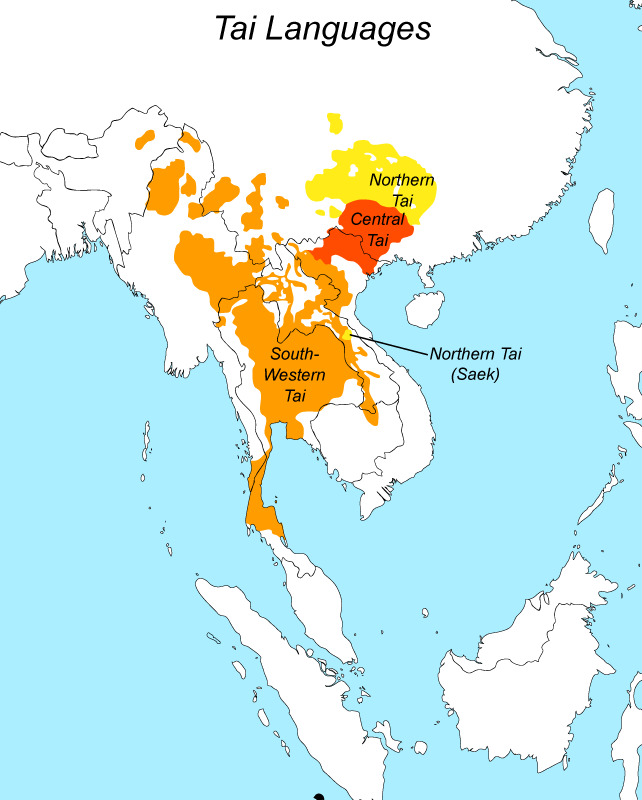
タイ系言語（タイ族）の分布

タイ族（タイぞく、タイ語民族、Tai peoples）とは、タイ諸語（タイ語やラーオ語など）を母語とする民族のこと。タイ人=タイ族、ラオス人=ラーオ族でないことに注意する必要がある。この項目ではタイ族と言った場合、特に指定がない限りラーオ族なども含ませている。

## 語源

### タイの語源
一般にはタイ（Thai、ไทย）という語は「自由」を意味すると説明される。しかしこれは俗説であり、中国古代語の「大（dai）」が語源で、dai が訛って、thai（ไท）となったとするのが現今有力な説である。
「大」という漢字は「大人（たいじん）」という言葉の用法に見えるように「立派な」という意味があり、それが転化して「（奴隷でない立派な）自由人」という意味となり、さらに「自由人」という意味から、タイの語に「人」、「自由」などの意味が生じたと考えられる。実際、昔のタイでは「あなたはどこのタイですか?」というような用法が非奴隷人民の間で使われていたという。タイ（自由人）はタートと呼ばれる奴隷と明確に区別された。後にこの語は現在のタイに普及し、タイ人を表す普遍的な言葉となった。
現在タイでは「タイ（Thai、ไทย）」という語には文語的で曖昧な意味合いの「自由」という意味と、「タイ人」という意味の二つの意味合いがある。ちなみにไทยの語のยはこの言葉をサンスクリット語風に見せるための無発音の文字であり、いわば飾りである。この語に相当する語はサンスクリット語にはない。

### ラーオの語源
ラーオとは昔は王族の名前に冠して使うことがあった。この用法はチエンマイ王統史やナーン王統史にも見えている。その後ラーオはその貴族的称号としての地位を徐々に失い、ただ単に「人」を表す言葉となった。当初はタイという言葉も人の意味を持って使われていたが、後にラーオ族の国においてタイ族に対して反感を抱くようになり、どこぞのタイという意味に対して、どこぞのラーオという言い方に変わって行き、ラーオが民族名として定着した。
なお後に、フランス人が来たときこのラーオを Lao と表記し、これに複数の接尾辞を付け Laos（ラーオ達）としたのが国名になった。

## 歴史

### タイ諸系族の起源に関する諸説
タイ系諸族の起源については、以下のような説がある。
アルタイ山脈起源説漢族の侵入以前は中国に居住し、6世紀ごろにアルタイ山脈からインドシナ半島に移動したという説。ウィリアム.C.ドッド『タイ民族・中国人の兄』(1923)など。
タイ王国起源説解剖学者S.サンヴィチェンなどが主張した、カーンチャンナブリー県のバーン・カオ遺跡から出土した先史時代の人骨との比較から、現在のタイ王国を起源とする説。
東南アジア島嶼部起源説言語学者P.K.ベネディクトとE.セイデンファーデンが主張した、古タイ・カダイ語はインドネシア、ジャワなどのオーストロネシア語族に近いという根拠に基づいた説。
南詔起源説中国西南部・南詔を起源とする説。テリエン・デ・ラクーペリエ『タイ民族のゆりかご』(1885)、『中国語以前の中国の言葉』(1887)など。
中国南部起源説新石器時代の考古学的資料を根拠として、揚子江南部から雲南省にかけたエリアを起源とする説。A.R.コルホーンやゲドニー・ウイリアム、W.クレドナーらが唱えた。
中国の東南沿岸・台湾起源説中国の福建省・広東省・台湾のプロト・オーストロネシア語と古タイ・カダイ語の類似性を根拠とする説。T.L.ザガート、R.ブレンチらが唱えた。
この中で最も有力とされるのは中国南部起源説である。広西からベトナムを起源として、6-7世紀ころに漢族の進出に追われて西南へ移動したものと考えられている。
また、中国の東南沿岸・台湾起源説も共に注目されている。三谷恭之の言語年代学によると、古タイ・カダイ語は4000 - 5000年前に存在し、台湾から分化しつつ中国内陸部、北ベトナムへと移動し、モン・クメール語族、シナ・チベット語族の影響を受けて約1000年前に現在のタイ語が成立したという。

### 哀牢
紀元前215年には秦によりムアン・ギャオも攻撃を受けたため、タイ族はさらに南下しムアン・ペーガイ(現在の雲南省・保山市近辺)という都市国家を新しく形成した。当時の華北にいた中国人（漢民族）は、中華思想によりタイ族やその他南方の諸民族を「南蛮」と呼んでおり、タイ族は特に「哀牢（Ailao）」と呼ばれていた。華北にいた中国人はこの都市国家ムアン・ペーガイを哀牢国と呼んでいた。古代の哀牢の地であった現在の中国南西部雲南省南部には、今もその末裔とみられるタイ族が住居しており、中国語ではタイ人を泰（Tai4）、雲南のタイ族を傣（Dai3, 人偏の泰）と書いて区別している。雲南のタイ族はタイ国に住むタイ族からはタイ・ルー族と呼ばれる。カレン族も哀牢の末裔のひとつと考えられている。シーサンパンナ・タイ族自治州や徳宏タイ族チンポー族自治州が存在するが、名称に含まれるタイ族には傣の文字が当てられている。
紀元前110年ごろ、前漢の武帝は仏教の経典調査団をインドへ派遣しようとしていたが、ムアン・ペーガイの初代国王クン・メンはこの使節団のムアン・ペーガイ通過を許可しなかったため、ムアン・ペーガイと前漢との対立が勃発した。この対立は約7年間続いたが、紀元前87年にムアン・ペーガイは滅亡する。9年にクン・メンの子孫にあたるクン・ワンによりムアン・ペーガイ独立が宣言されたが、これも長くは持たず、50年に後漢により再び滅ぼされ永昌郡が置かれた。

### 六詔国
その後数世紀の間、タイ族に関する資料が存在しておらず、どのような歴史を辿ったのかは不明であるが、7世紀頃に6つのムアンが雲南省の大理盆地に建国されている。これらのムアンを総じて六詔あるいは六詔国と呼称する。六詔のうち最大のムアンであり、イ族（中国語では「彝族」）の先祖であるといわれる烏蕃族が支配者層とみられるムアン・スイは唐に対し友好関係を築くべく建国当初から貢物を贈っていたとされている。580年、氐族（現在のビルマ族）の最後の王朝・仇池が隋の初代皇帝楊堅に攻められ滅亡する。四散した氐族が六詔の傘下に入ったと考えられている。

### 南詔王国
ムアン・スイは強大な唐の援助を得て729年、皮羅閣王の時代に六詔を統一し、南詔王国を建国した。皮羅閣王は死後、この功績により唐より「雲南王」の王位を贈られている。しかし、南詔王国の力が吐蕃と同盟して強大になるにつれ、唐との友好関係は次第に崩れ始め、唐の玄宗の時代に楊国忠が751年に8万、754年に3万の兵で2回にわたり南詔王国へ交戦を仕掛けたが、どちらも南詔王国の勝利に終わっている。南詔王国の勢力はさらに増し、安史の乱の混乱に乗じて吐蕃と南詔は唐の都長安を779年頃に一時占領した。その後も832年にはピュー人の驃国を、858年にはトンキンを、863年にはアンナンをそれぞれ攻略し、安南都護府に領土を広げている。しかし902年に漢人の権臣・鄭買嗣が起こしたクーデターにより、南詔王国は滅亡した。

### 大理国
937年に白蛮(現在の白族)の段思平が南詔の後継国家である大理国を樹立し、しばらくの間はタイ族もその傘下に収まっていた。その後、タイ族は大移動をはじめ、インドシナ半島、ビルマ、アッサムなどの各地に散り、ムアンを形成しはじめた。1044年、支配下にあったビルマ族がエーヤワディー平原へ侵入してパガン王朝を樹立した。

### タイ族の南下
タイ・ユワン族、黒腹ラーオ族
最も早く南下したのはタイ・ユワン族で、メコン川北部上流に定住し、638年にヒランナコーングンヤーン（現チエンセーン郡）の統治をクメール人（現在のカンボジア人）のラヴォー王国の王Kalavarnaditに命じられ、Vieng Prueksaが王となった。1259年、モンゴル帝国の雲南・大理遠征のために、ヒランナコーングンヤーンの王子マンラーイがラーンナー王朝を建国し、新しい首都をチエンマイに建設した。
彼らはラーオ語と似たタイ諸語の方言を話し、独自の文字を持っていたうえ、昔の風習で腹に入れ墨を入れるがあったため、黒腹ラーオと呼ばれた。民族的には西北タイ人、あるいはタイ・ユワン族と呼ばれる。ラーンナー王国は数百年続いたが、のちにチャクリー王朝（現在のタイ王国）の属国となり、後に完全なタイ領となった。黒腹ラーオはチャクリー王朝の小タイ族とほぼ完全に同化したため、現在は西北タイ人と呼ばれ、特に区別されない。
シャン族、アーホーム族、タイ・カムティ族
1180年にタイ・ルー族が、タイ・ユワン族のヒランナコーングンヤーンから独立し、シップソーンパンナー王国を興した。
稲作を生業としていたタイ族は川沿いで生活しなければならず、あるグループは、ミャンマー（ビルマ）のシャン州に進出し、サルウィン川流域のシャン族（タイ・ヤイ族）と呼ばれる民族を形成した。シャン族は、中国のタイ族グループと併せて大タイ族と呼ばれることがある。
シャン族のグループの一部がパトカイ山脈を越えてインド北東部アッサム地方のブラマプトラ川流域で生活を始めた。これがアーホーム族やタイ・カムティ族を筆頭とするインドのタイ系諸民族である。彼らは現在ヒンドゥー化して、あまりタイ族としての原形はとどめていない。
ラーオ族
メコン川流域に定住した住民のうち東へ移住した民族をラーオ族といい、彼らが立てた国が現在のラオスである。このグループは後述の小タイ族に対して、同化の傾向を示さず頑なにラーオ族であることに固執したので、タイ族とは似て非なる特徴を形成した。これは後に同じ民族にありながらラオスという国を形成した要因でもある。近代に入ってからは、タイ系・非タイ系の少数民族がラーオ族の反抗勢力になるのをラオス政府は恐れ、ラオス国籍保有者をラオス人と定義し、ラオス人をラーオ族という民族やその他の少数民族という風に分類する事を政治的に否定した。
タイー族
イーサーン人
ラーオ族はメコン川南西部にも居住していたが、タイのチャクリー王朝とラオスとの戦争によりこの地方（イーサーン）はタイの領土となる。その後は、この地方のラーオ族はイーサーン人としてラオス人と区別されるようになった。イーサーン人は、厳しい気候による貧困と言葉の違いにより、タイ王国の小タイ族から差別を受け、伝統的にラーオ族意識が強かったが、最近では中央政府の開発やグローバライゼーションの影響により一体化が進んでおり、若年層や都市部を中心に、タイ人意識が高まっている。
シャム人、小タイ族
外国によりシャム人と呼ばれた人々が、小タイ族である。彼らは、モンゴル帝国の雲南・大理遠征においてチャオプラヤー川下流に先住していたクメール族（現カンボジア人）を退けて、1257年（タイ仏歴1803年）、スコータイ王国を建てた。このタイ族のグループは、非タイ系民族からサヤーム（暹、Siam、日本語における「シャム」）と呼ばれた。このスコータイ王国が現タイの基礎である。後には大タイ民族主義と呼ばれる同化を政策をタイが進めたため、タイ領内のタイ国籍保有者をタイ人と定義し、タイ系・非タイ系少数民族を政治的に否定した。

### 大タイ民族主義と歴史認識
上述の歴史はタイで行われた歴史教育にほぼ沿ったものであるが、現在の研究ではタイ族の南下以前の歴史に問題が多い。
19世紀末、ラーマ5世時代の内務相ダムロン親王によりチャクリー改革での民族教育の一環として策定されたもので、20世紀にはいって、第2次世界大戦直前のピブーン政権での愛国民族主義教育により現在の形に定着した。いわゆる大タイ民族主義の歴史観で、アルタイ山脈説などは19世紀当時の欧州の研究者が提唱した仮説を取り入れてある。
古蜀は民族系統不明で、哀牢はタイ・カダイ系よりもチベット・ビルマ系が有力視される。19世紀からのタイ歴史教育では、南詔がタイ民族によるはじめての独立国家とされていたが、南詔の支配層はチベット・ビルマ系イ族であり、その後継国家の大理もチベット・ビルマ系ペー族である。タイ族は既に居住していたものの、傘下の一民族にすぎなかったものと見られている。

## 中国のタイ語民族
以下は1953年から使われている中国でのタイ語民族（傣族）の分類を示したもので、7つの主要集団に分類している。ミャンマーやタイでは傣那（Tai Nüa）はシャン族に分類されている。：
| 中国語                                | ピンイン                  | タイ・ルー語 | Tai Nüa語 | タイ語            | 中国外の呼称 (Conventional)                                                                                               | 居住地域                                                |
| ------------------------------------- | ------------------------- | ------------ | --------- | ----------------- | --- | ------------------------------------------------------- |
| 傣仂                                  | Dǎilè (Xīshuāngbǎnnà Dǎi) | [tai˥˩ lɯː˩] |           | ไทลื้อ              | Tai Lü, Tai Lue | 西雙版納傣族自治州 (中国)                               |
| 傣那 （徳宏傣）                       | Dǎinà (Déhóng Dǎi)        | [tai˥˩ nəː˥] | tai le6   | ไทเหนือ, ไทใต้คง    | Tai Nüa, Northern Tai, Upper Tai, Chinese Shan                                                                            | 徳宏傣族景頗族自治州 (中国); ミャンマー                 |
| 傣擔                                  | Dǎidān                    | [tai˥˩ dam˥] |           | ไทดำ, ลาวโซ่ง, ผู้ไท | Tai Dam, Black Tai, Tai Lam, Lao Song Dam*, Tai Muan, Tai Tan, Black Do, Jinping Dai, Tai Den, Tai Do, Tai Noir, Thai Den | 金平ミャオ族ヤオ族タイ族自治県 (中国), ラオス, タイ     |
| 傣繃                                  | Dǎibēng                   | [tai˥˩pɔːŋ˥] |           | ไทเบง             | Tay Pong | 瑞麗市, 耿馬タイ族ワ族自治県 (中国), メコン川流域       |
| 傣端                                  | Dǎiduān                   | [tai˥˩doːn˥] |           | ไทขาว             | White Tai, Tày Dón, Tai Khao, Tai Kao, Tai Don, Dai Kao, White Dai, Red Tai, Tai Blanc, Tai Kaw, Tày Lai, Thai Trang      | 金平ミャオ族ヤオ族タイ族自治県 (中国)                   |
| 傣雅                                  | Dǎiyǎ                     | [tai˥˩jaː˧˥] |           | ไทหย่า             | Tai Ya, Tai Cung, Cung, Ya                                                                                                | 新平イ族タイ族自治県, 元江ハニ族イ族タイ族自治県 (中国) |
| 傣友                                  | Dǎiyǒu                    | [tai˥˩jiu˩]  |           | ไทยโยว            | | 元陽県 (中国), 紅河流域                                 |
| * lit. "Lao [wearing] black trousers" |                           |              |           |                   | |                                                         |